# Remo Pennati
Remo Pennati (Calcinato, 4 maggio 1939 – Brescia, 26 febbraio 2015) è stato un calciatore italiano, di ruolo attaccante.

## Caratteristiche tecniche
Giocava come ala sinistra.

## Carriera
Nella stagione 1958-1959 ha giocato con la Falck Vobarno nel Campionato Interregionale, il massimo livello dilettantistico dell'epoca; a fine stagione si è trasferito alla Sambenedettese, club con cui nella stagione 1959-1960 ha esordito in Serie B, campionato nel quale all'età di vent'anni ha realizzato 3 reti in 9 presenze. Nella stagione 1960-1961 ha invece giocato spesso da titolare con la formazione marchigiana, con la quale ha realizzato 5 reti in 26 presenze in campionato. È rimasto alla Sambenedettese anche nella stagione 1961-1962, nella quale ha giocato 13 partite di campionato segnandovi 2 reti, per un totale di 48 presenze e 10 gol nella serie cadetta con la squadra rossoblù.
Nel 1962 viene ceduto al Rimini, società con la quale nella stagione 1962-1963 ha segnato 10 reti in 33 presenze nel campionato di Serie C; nella stagione 1963-1964 ha invece totalizzato 29 presenze e 7 reti, grazie alle quali è risultato essere il miglior marcatore stagionale della sua squadra. Ha infine giocato con la formazione romagnola anche nel corso della stagione 1964-1965, che ha chiuso con un bilancio di 22 presenze ed un gol nel campionato di Serie C.
Nella stagione 1966-1967 ha realizzato 13 reti in 33 presenze in Serie D con la maglia del Trento, squadra con cui ha giocato nel massimo campionato dilettantistico italiano anche nelle due stagioni seguenti, chiuse rispettivamente con 18 presenze e 2 gol e 16 presenze e 3 gol, per un totale di 67 presenze e 18 gol in incontri di campionato con la maglia della squadra gialloblù.
Nelle due stagioni successive ha giocato nei dilettanti mantovani del Castiglione, ottenendo con loro una duplice promozione, dalla Seconda Categoria alla Promozione.

## Palmarès

### Club

#### Competizioni regionali
- Seconda Categoria: 1

Castiglione: 1970-1971 (girone A)